# 腦波小姐
《腦波小姐》（英語：The Haunted Heart），原劇名《鬼氣少女，完勝！》，2020年台灣偶像劇。由歐陽妮妮、張書豪、蔡黃汝、張捷領銜主演，麗象影業有限公司及透納廣播公司共同製作。本劇曾獲中華民國文化部101年度電視節目劇本創作獎第一名，及106年度旗艦型連續劇補助3000萬、5.1聲道補助800萬元。於2018年10月3日開鏡，11月14日舉行卡司發布記者會，2019年4月5日殺青。中天綜合台於2020年9月12日首播。

## 播出時間

### 首播
| 頻道/影音                      | 所在地               | 播出日期      | 播出時間                                                        |
| ------------------------------ | -------------------- | ------------- | --------------------------------------------------------------- |
| 中天綜合台                     | 臺灣                 | 2020年9月12日 | 每週六 20:00－21:30 11月7日起改為每週六 22:00－23:30            |
| 愛奇藝                         | 臺灣                 | 2020年9月12日 | 每週六 21:30上架 11月7日起改為每週六23:30上架 2024年9月11日下片 |
| myVideo （页面存档备份，存于） | 臺灣                 | 2020年9月12日 | 每週六 21:30上架 11月7日起改為每週六23:30上架 2024年9月11日下片 |
| Vidol                          | 海外部分地區皆可觀看 | 2020年10月3日 | 上架1-3集 之後每週六 21:30上架 11月7日起改為每週六23:30上架     |

### 重播
| 頻道/影音  | 所在地 | 播出日期      | 播出時間            |
| ---------- | ------ | ------------- | ------------------- |
| 中天綜合台 | 臺灣   | 2020年9月13日 | 每週日 14:00－15:30 |
| 中天綜合台 | 臺灣   | 2020年9月19日 | 每週六 23:30－01:00 |

## 劇情大綱
魏小玲（歐陽妮妮飾）是個電玩公司遊戲測試員，不過看似平凡的她卻能看到「渣渣」，也就是有著陰陽眼的「腦波小姐」。因為小玲能看到渣渣，也被一位來自清朝轉世失敗的渣渣纏身，要她幫忙轉世，就附身到他的上司時大永（張書豪飾）身上，而冷酷的大永個性變得陰晴不定。

## 演員列表

### 主要演員
| 演員     | 角色   | 介紹 | 登場集數  |
| 歐陽妮妮 | 魏小玲 | 腦波小姐，翼宿遊戲公司的遊戲測試員→董事長特助 帶有超強腦波能力，自幼就被母親拋棄、被廟婆一手帶大的她，可以看到人們死前的腦波殘像。但她不去繼承廟祝事業，反而隱藏自己的天分。做事雖然迷糊，但富有愛心、為人樂觀。                                         | 全劇      |
| 朱薇彤   | 魏小玲 | 小時候的小玲。 | 3,5-16,20 |
| 張書豪   | 時大永 | 翼宿遊戲公司的CEO，魏小玲的上司 發明了可以用腦波控制的遊戲！所以他是數位遊戲的傳奇，正在找超級腦波人選的他，沒想到十億分之一的腦波控制家，就是剛剛被自己火掉的魏小玲！不小心被魏小玲誤殺的大永，必須找回死前的最後一個想法才可以復活！到底是什麼想法呢？ | 全劇      |
| 張捷     | 何晴風 | 晴風徐來諮商所，魏小玲的心理醫師，時大永的表弟 從小跟丁嶼一起長大，情同兄妹。優雅且溫柔的他，不常與人衝突，常常猶豫不決。把感情藏的很深的他，對小玲到底是單純的醫病關係，還是一種愛？                                                                    | 全劇      |
| 蔡黃汝   | 丁嶼   | 時大永、何晴風的青梅竹馬，也是他們表兄弟的女神 從小幫父親打點時家莊園的她，面面俱到、處事圓融、知進退。凡事要求完美、是「時家大小姐」的代言人。深愛時大永。但因為身分跟自尊心的因素，表面冷酷的她，只能把這份愛深藏心底。                                | 3-20      |

### 其他演員
| 演員   | 角色   | 介紹                                                         | 登場集數                  |
| 黃仲崑 | 時光毅 | 時大永的爸爸，精靈古怪的發明家。                             | 2(聲音)-11,14-15,17-18,20 |
| 陳孝萱 | 時光梅 | 何晴風的媽媽，時光毅的妹妹。                                 | 7-14,17-20                |
| 湯志偉 | 何建國 | 何晴風的爸爸。                                               | 7-14,17-20                |
| 夏靖庭 | 丁岸偉 | 丁總管，時大永爺爺的左右手，管理時家茶園。                   | 3-8,10-14,16-18,20        |
| 丁強   | 時田玉 | 時大永的爺爺，經營時家茶園。                                 | 3-4,6-8,10,12-14,20       |
| 楊麗音 | 魏碧芝 | 魏小玲的外婆，在平鎮福明宮當師姐，因心肌梗塞而去世。         | 3,5,8-16,20               |
| 狄志杰 | 十一少 | 渣渣，清朝人，轉世不成，找小玲幫忙轉世，卻附身到時大永身上。 | 1-2,4-6,9-10,20           |
| 傅雷   | 康德   | 康氏集團                                                     | 6,10,12-14,16             |
| 沈孟生 | 康建   | 康氏集團                                                     | 6,10,12-14,16             |
| 張雁名 | Jerry  | 時大永的朋友，翼宿遊戲公司                                   | 1-2,5,11-20               |
| 曾子余 | Apple  | 電梯裡的渣渣。                                               | 1-2,16-18,20              |
| 陳乃榮 | 榮至浩 | 榮醫師，何晴風的學長。                                       | 3-6,12,15,17-18,20        |
| 劉修甫 | 時大恆 | 渣渣，時大永的弟弟，十二歲意外身亡。                         | 11-20                     |
| 文雨非 | 賀珊珊 | 患有思覺失調，何晴風的前女友，也是晴風的病人。               | 2(照片),4-8,20            |

### 客串演員
| 演員     | 角色                   | 介紹                                                     | 登場集數                  |
| 李見騰   | 鴨子                   | 翼宿遊戲公司的遊戲測試員。                               | 1-2,5,7,11-13,15-16,18-20 |
| 林上豪   | 阿嗚                   | 翼宿遊戲公司的遊戲測試員，喜歡婷婷。                     | 1-2,5,7,11-13,15-16,18-20 |
| 陳甯亞   | 婷婷                   | 翼宿遊戲公司的員工。                                     | 1-2,5-6,11-13,15-16,18-20 |
| 徐欣妍   | 阿得                   | 晴風徐來諮商所的助理。                                   | 2-3,6,13,16               |
| 韓瑜     | 小玲母                 | 魏小玲的媽媽。                                           | 3,9,12,14                 |
| 陳品嫙   | 魏夢詩                 | 渣渣，魏小玲的姐姐，8歲玩水身亡。                        | 3,5-15                    |
| 余宥樂   | 文生                   | 魏碧芝的兒子。                                           | 3,5-8                     |
| 王俐人   | 阿香姨                 | 年輕時的阿香姨，平鎮福明宮的仙姑。                       | 3,6,8,10-11,13(聲音)      |
| 藤岡麻美 | 菊優                   | 花魁，溫泉愛人。                                         | 9-11,20                   |
| 岡本孝   | 北川信                 | 日本十九世紀以來最著名的繪菊畫家——東籬，改名前叫北川信。 | 9,11                      |
| 李又行   | 激·光戰士Laser Warrior | 翼宿遊戲記者說明會，腦波競賽世界級超級玩家。             | 15                        |
| 謝耀東   | 記者                   | 翼宿遊戲媒體記者說明會上的記者。                         | 16                        |
| 李強     | 江師父                 | 無無名宮江師父。                                         | 14-16,18-19               |

## 電視劇歌曲
| 曲別   | 歌名       | 演唱者 | 作詞   | 作曲   |
| 片頭曲 | 一千零一夜 | 吳優   | 許芸齊 | 許芸齊 |
| 片尾曲 | 我們       | 張語噥 | 許芸齊 | 許芸齊 |

## 中天綜合台收視率
| 集數     | 日期                                                                               | 平均收視率                                                                         |
| 1        | 2020年9月12日                                                                      | 0.22                                                                               |
| 2        | 2020年9月19日                                                                      | 0.05                                                                               |
| 3        | 2020年9月26日                                                                      | 0.07                                                                               |
| 4        | 2020年10月3日                                                                      | 0.05                                                                               |
| 5        | 2020年10月10日                                                                     | 0.07                                                                               |
| 6        | 2020年10月17日                                                                     | 0.05                                                                               |
| 7        | 2020年10月24日                                                                     | 0.04                                                                               |
| 8        | 2020年10月31日                                                                     | 0.06                                                                               |
| 9        | 2020年11月7日                                                                      | 0.11                                                                               |
| 10       | 2020年11月14日                                                                     | 0.06                                                                               |
| 11       | 2020年11月21日                                                                     | 0.04                                                                               |
| 12       | 2020年11月28日                                                                     | 0.06                                                                               |
| 13       | 2020年12月5日                                                                      | 0.08                                                                               |
| 14       | 2020年12月12日                                                                     | 0.04                                                                               |
| 15       | 2020年12月19日                                                                     | 0.03                                                                               |
| 16       | 2020年12月26日                                                                     | 0.03                                                                               |
| 17       | 2021年1月2日                                                                       | 0.05                                                                               |
| 18       | 2021年1月9日                                                                       | 0.02                                                                               |
| 19       | 因製作公司無法繳付動畫製作費用，製作人宣布於第18集後停播 剩餘19.20集僅在愛奇藝上架 | 因製作公司無法繳付動畫製作費用，製作人宣布於第18集後停播 剩餘19.20集僅在愛奇藝上架 |
| 20       | 因製作公司無法繳付動畫製作費用，製作人宣布於第18集後停播 剩餘19.20集僅在愛奇藝上架 | 因製作公司無法繳付動畫製作費用，製作人宣布於第18集後停播 剩餘19.20集僅在愛奇藝上架 |
| 平均收視 | 平均收視                                                                           | 0.06                                                                               |

1. 同时段或交叉时段主要节目：
  - 華視《天才衝衝衝》
  - 中視《綜藝玩很大》
  - 台視《因為我喜歡你》
  - 民視《幸福保衛戰》
  - 三立都會台《浪漫輸給你》／《天巡者》
  - 公視《我的婆婆怎麼那麼可愛》／《俗女養成記》／《返校》
2. 数据由AGB尼爾森調查，調查範圍是四歲以上收看電視之觀眾。
3. 資料來源：台灣-偶像劇場、凱絡媒體週報。

## 製作團隊
- 導演：謝禮如
- 聯合導演：
- 執行製作：
- 總監製：
- 監製：
- 企劃：
- 製作人：謝禮如、陳俊安、謝政翰
- 原創故事：謝禮如、許芸齊
- 編劇統籌：謝禮如、許芸齊
- 編劇：陳四百、鄧惠文、黎舒寧
- 製作公司：麗象影業有限公司、透納廣播公司

## 大事記

### 2018年
- 10月3日，開鏡。
- 11月14日，舉行卡司發布記者會。

### 2019年
- 4月5日，全劇殺青。

### 2020年
- 8月12日，釋出活過篇預告。[10]
- 9月8日，釋出三分鐘搶先看。[11]
- 9月12日，中天綜合台首播。

### 2021年
- 1月7日，因製作公司無法繳付動畫製作費用，製作人宣布於第18集後停播剩餘集數。[12]

## 資金缺口事件
《腦波小姐》原由東森電視投資製作，亦曾於2017年獲得文化部106年度旗艦補助3800萬元，但此後東森撤資製作，原導演于中中及張柏瑞亦相繼退出劇組。就此，製作人謝禮如於2018年4月16日向文化部影視局提出履約展延及於同年10月向文化部提出第1次變更方案，但文化部認為『東森撤資係屬投資問題，而導演無法配合檔期，亦不屬「非可歸責於導演」之事由』，而製作方亦未於指定期限內向文化部具明理由，故此以『未依補助要點及補助契約規定即自行變更導演』為由於2019年1月4日廢止製作補助金受領資格。製作公司於同年提起行政訴訟，一審影視局勝訴。製作公司不服於翌年再次提起上訴。
由於欠缺資金，製作公司無法付給動畫公司500萬元，亦拖欠演員部分酬勞。此劇最後兩集亦因此無法播出。

## 外部連結
- 腦波小姐的Facebook專頁
- 腦波小姐 （页面存档备份，存于）－愛奇藝

| 臺灣 中天綜合台 每週六 20:00 - 21:30 · 11月7日起改為 22:00－23:30            | 臺灣 中天綜合台 每週六 20:00 - 21:30 · 11月7日起改為 22:00－23:30 | 臺灣 中天綜合台 每週六 20:00 - 21:30 · 11月7日起改為 22:00－23:30 |
| ---------------------------------------------------------------------------- | ----------------------------------------------------------------- | ----------------------------------------------------------------- |
|                                                                              | 腦波小姐（第1-18集） （2020年9月12日－2021年1月9日）              |                                                                   |
| 菱格世代Dancing Diamond 52 （2020年6月13日－2020年9月5日） （20:00 - 22:00） | 2018中國好聲音 （2021年1月16日－2021年4月24日）                   |                                                                   |